# Žižkův dub (Dobrá Voda)
Žižkův dub v osadě Dobrá Voda u Malčína (nedaleko Lučice) je významný strom, který dostal svůj název podle husitských aktivit v okolí roku 1422.

## Základní údaje
- název: Žižkův dub
- druh: dub letní (Quercus robur)
- výška: ?
- obvod: 5 m[1]
- věk: 900 let[1]
- umístění: kraj Vysočina, okres Havlíčkův Brod, obec Malčín, část obce Dobrá Voda
- souřadnice: 49°40'17.023"N, 15°27'56.01"E (přibližná poloha)

Žižkův dub stojí nedaleko tzv. Skelmistrova domu (v osadě bývala sklářská pec). Zhruba 450 m SSV od stromu leží Žižkova studánka a 350 m JV Žižkův buk. Strom pravděpodobně zatím nebyl oficiálně vyhlášen jako památný, v registru památných stromů AOKP ČR i seznamu významných stromů LČR uveden není. Věk 900 let udávaný v turistických průvodcích je pro dub s obvodem 5 metrů poměrně netypický a nelze proto vyloučit, že jde o nepřesný odhad.

## Památné a významné stromy v okolí
- Žižkův buk (Dobrá Voda) (významný strom)
- Buk v Radostíně
- Panuškův dub (Kochánov u Světlé nad Sázavou)
- Lípa u Vlčkova mlýna